# قرار مجلس الأمن التابع للأمم المتحدة رقم 1488
قرار مجلس الأمن التابع للأمم المتحدة رقم 1488، المتخذ بالإجماع في 26 حزيران / يونيو 2003، بعد النظر في تقرير الأمين العام كوفي عنان بشأن قوة الأمم المتحدة لمراقبة فض الاشتباك، مدد المجلس ولايتها لستة أشهر أخرى حتى 31 كانون الأول / ديسمبر 2003 .
ودعا القرار الأطراف المعنية إلى التنفيذ الفوري للقرار 338 (1973) وطلب من الأمين العام تقديم تقرير عن الوضع في نهاية تلك الفترة.
وجاء في تقرير الأمين العام عملا بالقرار السابق بشأن قوة الأمم المتحدة لمراقبة فض الاشتباك أن الوضع بين إسرائيل وسوريا ظل هادئا بشكل عام، على الرغم من أن الوضع في الشرق الأوسط ككل ظل خطيرا حتى يتم التوصل إلى تسوية كما أبلغ عن حادثتين قتل فيه جندي سوري وأسر آخر. أطلق سراح الجندي بعد ذلك من خلال تدخل قوة الأمم المتحدة لمراقبة فض الاشتباك.

## روابط خارجية
- نص القرار في undocs.org